# Menesida fuscicornis
Menesida fuscicornis är en skalbaggsart som beskrevs av Stefan von Breuning 1950. Menesida fuscicornis ingår i släktet Menesida och familjen långhorningar. Inga underarter finns listade i Catalogue of Life.